# McDonald (Karolina Północna)
McDonald – miasto w Stanach Zjednoczonych, w stanie Karolina Północna, w hrabstwie Robeson.